# Plymuggla
Plymuggla (Jubula lettii) är en fågel i familjen ugglor inom ordningen ugglefåglar

## Utbredning och systematik
Den placeras som enda art i släktet Jubula. Fågeln förekommer lokalt i fuktiga skogar från Liberia till östra Kongo-Kinshasa.

## Status
IUCN placerar arten i kategorin kunskapsbrist.

## Namn
Fågelns vetenskapliga artnamn hedrar en viss Mr. Lett: “Amongst the last birds received from Mr. Stampfli, there was a very peculiar new Owl, which I propose to name Bubo lettii, after its discoverer Mr. Lett, our former landlord and huntsman at Schieffelinsville [, Junk River, Liberia]” (Büttikofer 1889).